# 7-й егерский полк
7-й егерский полк — пехотная воинская часть, полк русской армии.

## Места дислокации
В 1820 году — Скопин (Рязанской губернии). Второй батальон полка находился при поселенной 2-й уланской дивизии. Полк входил в состав 4-й пехотной дивизии.

## Формирование полка
Сформирован 17 мая 1797 г. как 8-й егерский полк, в 1798—1800 гг. именовался по шефам полка, 26 марта 1801 г. назван 7-м егерским полком. По упразднении егерских полков 28 января 1833 г. все три батальона были присоединены к Староингерманландскому пехотному полку. В 1863 г. три батальона Староингерманландского полка пошли на формирование Иркутского пехотного полка, в котором были сохранены старшинство и знаки отличия 7-го егерского полка.

## Кампании полка
В своём сформировании полк был назначен в армию Суворова и принимал участие во Войне Второй коалиции, Итальянском и Швейцарском походах. По возвращении в Россию все три батальона состояли в 8-й пехотной дивизии Дунайской армии и принимали участие в войне с Турцией. С началом Отечественной войны полк был откомандирован в армейский резерв и при сформировании армии Чичагова, был в деле при Березине.

## Знаки отличия полка
7-й егерский полк имел следующие знаки отличия:
- поход за военное отличие, пожалованный 16 июня 1799 г. за войну с французами в Италии[источник не указан 945 дней];
- две серебряные трубы с надписью «За отличную храбрость и мужество против турок, при штурме и овладении неприятельскими редутами, при кр. Рущук 23 сентября 1811 г.», пожалованные 17 апреля 1813 г[источник не указан 945 дней].
- знаки на головные уборы для нижних чинов с надписью «За Варшаву 25 и 26 августа 1831 года», пожалованные в 1831 г[источник не указан 945 дней].

## Шефы полка
- 17.01.1799 — 13.05.1799 — генерал-майор Чубаров, Николай Андреевич
- 13.05.1799 — 05.05.1806 — генерал-майор Миллер, Иван Иванович 3-й
- 09.12.1806 — 16.03.1807 — генерал-майор Корф
- 16.03.1807 — 25.09.1807 — генерал-майор Бестужев-Рюмин, Пётр Дмитриевич
- 25.09.1807 — 16.02.1810 — генерал-майор Миллер, Иван Иванович 3-й
- 16.02.1810 — 01.09.1814 — генерал-майор (с 29.12.1811 генерал-лейтенант) Сабанеев, Иван Васильевич

## Командиры полка
- 17.05.1797 — 17.01.1799 — полковник (с 01.10.1797 полковник, с 20.08.1798 генерал-майор) Чубаров, Николай Андреевич
- 20.09.1799 — 03.01.1800 — полковник Врангель, Иван Фёдорович
- 22.04.1800 — 18.09.1803 — полковник (с 23.09.1800 полковник) Головачёв, Дмитрий Петрович
- 08.05.1804 — 31.07.1807 — полковник Толбухин, Павел Петрович
- 31.07.1807 — 02.06.1812 — майор Лаптев 3-й
- 02.06.1812 — 25.02.1816 — подполковник (с 05.12.1813 полковник) Штегеман, Антон Осипович
- 02.03.1816 — 01.01.1821 — полковник Барышников, Павел Петрович 1-й
- 25.04.1821 — ? — подполковник (с 12.12.1824 полковник) Лаптев 3-й

## Известные люди, служившие в полку
- Дренякин, Максим Тимофеевич — полковник, герой сражения при Прейсиш-Эйлау.
- Каховский, Пётр Григорьевич — декабрист.
- Отрощенко, Яков Осипович — генерал от инфантерии, сенатор.
- Тихановский, Иосиф Андреевич — генерал-майор, участник Кавказских походов.